# Casa e Jardim Daupiás
A Casa e Jardim Daupiás é um importante conjunto patrimonial da freguesia de Santo António, antiga freguesia de São Mamede, uma freguesia do concelho de Lisboa com património de grande valor histórico e artístico. O conjunto fica junto aos arcos do Aqueduto das Águas Livres, ao fundo da Rua do Arco, entre o Jardim da Estrela e o Jardim Botânico da Universidade de Lisboa.
Em 1896, Frederico Romão Daupiás d'Alcochete, 4º Barão de Alcochete - pioneiro em Portugal da floricultura e da horticultura - decide comprar um terreno, com o objectivo de se dedicar ao interesse particular que nutria por plantas e jardins, adquirido nas suas inúmeras viagens. E foi praticamente a partir do nada que Frederico Daupiás aí ergueu o que viriam a ser os seus Jardins de Ensaio, pouco a pouco modelados por “dezenas de palmeiras, cedros, araucárias, magnólias e outras plantas de efeito surpreendente” e de “aparência feérica, tantos eram os coloridos das flores”, como se refere no Dicionário da História de Lisboa.
"Daupiás, impulsiona a criação de um jardim que aglutina diversos espécimes arbóreos, constrói pequenos núcleos ajardinados independentes dentro do terreno - aproveitando a sua inclinação em socalcos - com um cararácter experiementalista, ao qual se alia uma perspectiva de interacção entre o homem e a natureza, abrindo arruamentos calcetados e instalando bancos, com o objectivo de, pontualmente, abrir o jardim ao público. A este núcleo, representativo das técnicas de jardinagem portuguesa na viragem do século (com o uso de um sistema complexo de tanques, bombas e canalizações), alia-se uma casa projectada por um arquitecto desconhecido, de construção eclética, também da primeira década do século XX. De planta quadrada, coberta por telhados de duas e três águas, possui uma fachada escalonada, com um corpo central saliente, de dois andares, terminando numa empena triangular; os dois corpos laterais, com um único piso são rasgados por duas fenestrações de secção quadrada e cobertos por beiral."
O caso da "Villa Mon Repos" e os históricos jardins de ensaio de Frederico Daupiás é um dos mais chocantes casos de abandono na cidade de Lisboa.